# قلعة القشلة (القوز)
 قلعة القشلة، تقع في محافظة القنفذة التابعة لمنطقة مكة المكرمة، وهي قلعة عثمانية، كانت بقاياها موجودة إلى أواخر السبعينيات الهجرية، ثم زالت البقايا لاستغلال البعض لحجارتها في المباني، ويذكر كبار السن، أنها كانت مبنى يتصف بالجمال المعماري، كما هو البناء التركي.